# Байкал (театр)
Буря́тский госуда́рственный национа́льный теа́тр пе́сни и та́нца «Байка́л» (бур. Буряад Уласай Дуу хатарай «Байгал» театр) — профессиональный театр в Улан-Удэ, представляющий песни, музыку и танцы бурят, монголов и других народов Азии.

## Состав театра
- Балетная труппа
  - Ирина Баторова
  - Юлия Замоева
  - Екатерина Осодоева
- Национальный Оркестр Республики Бурятия имени Чингиса Павлова
  - Баттувшин Балданцэрэн
  - Баттулга Галмандах
- Солисты-вокалисты
  - Бадма-Ханда Аюшеева
  - Цыпилма Аюшеева
  - Намгар Лхасаранова
  - Сэсэгма Сандипова

## История
Театр (первоначально ансамбль) создан в 1939 году к декаде литературы и искусства Бурят-Монгольской АССР в Москве, в рамках Бурятской государственной филармонии. Для подготовки бурятских артистов в Улан-Удэ приехали ведущие деятели культуры СССР. Созданным оркестром бурятских народных инструментов руководил Исидор Рык, балетмейстером был Игорь Моисеев. Первая декада бурят-монгольского искусства и литературы проходила 20—30 октября 1940 года, где состоялось оформление ансамбля «Байкал». В 1942 году ансамблю был присвоен статус государственного. 
Вклад в становление и развитие коллектива внесли такие деятели искусств Бурятии как Бау Ямпилов, Жигжит Батуев, Сергей Манжигеев, Михаил Арсентьев, Татьяна Глязер, Татьяна Гергесова, Василиса Гергенова, Дарима Гыргенова и многие другие.
Ансамбль гастролировал во многих странах Европы и Азии, участвовал во Второй декаде бурятского искусства и литературы в Москве (1959), Днях литературы и искусства Бурятской АССР в Москве (1973, 1983), Днях культуры Бурятии в Новосибирске (1987) и Киеве (1993). Ансамбль «Байкал» — лауреат Всесоюзных и Всероссийских конкурсов (1957, 1967, 1970), награждён премией Бурятского обкома комсомола. Ансамбль награждён медалью Монгольской народной республики «Найрамдал» («Дружба»).
В 2001 году ансамбль в статусе Бурятского государственного национального театра песни и танца «Байкал» вышел из состава Бурятской государственной филармонии.
С 2005 года существует современный театр, созданный путём объединения трёх коллективов — ансамбля «Байкал», оркестра бурятских народных инструментов и театра танцев «Бадма Сэсэг». С 2008 года театр проводит Международный фестиваль «Ночь ёхора», является организатором 1-го Международного фестиваля древних классических танцев «Цветок Байкала» 2008 года. Театр принимал участие во Всероссийском фестивале-марафоне «Песни России» (2007—2008).

## Победа в теле-шоу «Танцуют все!»
Весной 2017 года коллектив театра принимал участие в шоу «Танцуют все!» на телеканале Россия-1, в финале которого занял первое место.
В ходе этого конкурса артисты театра исполняли танцы в стиле вог, балет, хип-хоп, контемпорари, вальс, китайский танец с веерами. В финале шоу судьи отобрали три самых лучших танцевальных коллектива, из которых уже зрители выбирали победителя. По результатам зрительского голосования победу одержал театр «Байкал».
Артистам театра вручили кубок «Танцуют все!» и сертификат на миллион рублей.
20 июня 2017 года указом главы Республики Бурятии нескольким танцорам театра «Байкал» присвоили звание заслуженных и народных артистов Бурятии.

## Награды и премии театра «Байкал»
- 1-я Премия Международного фестиваля «Мода монголов мира» (Улан-Удэ, 2005)
- 3-я Международная премия «Золотое сердце» (Москва, 2006)
- Премия Правительства России в сфере культуры и искусства (2006)
- Почётная грамота Всероссийского фестиваля-марафона «Песни России» (2008)
- Премия «Звезда Театрала» в номинации Лучший национальный театр (2022)[4]

## Галерея

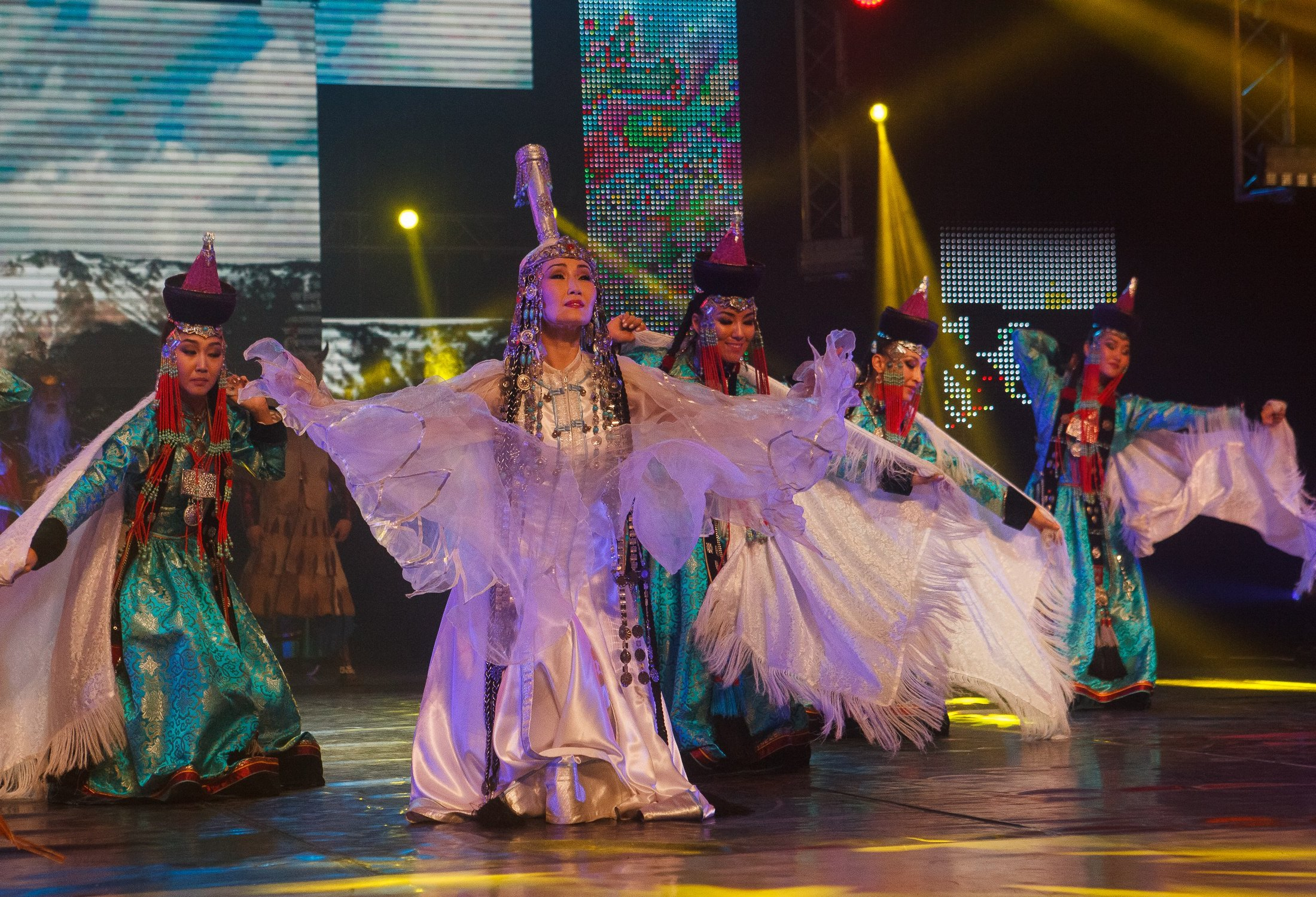
Бурятский государственный национальный театр песни и танца «Байкал»
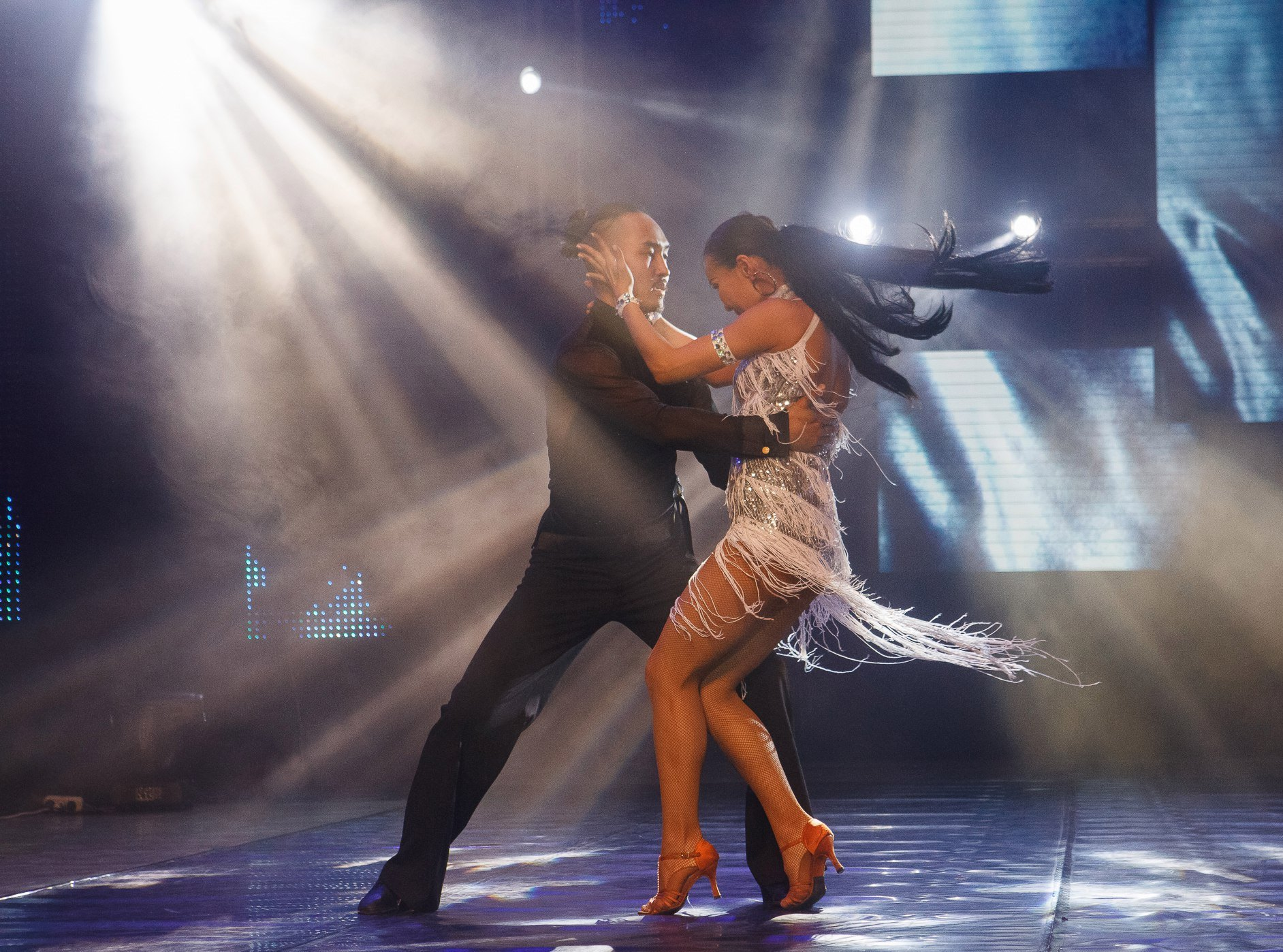
Современный танец в исполнении артистов театра
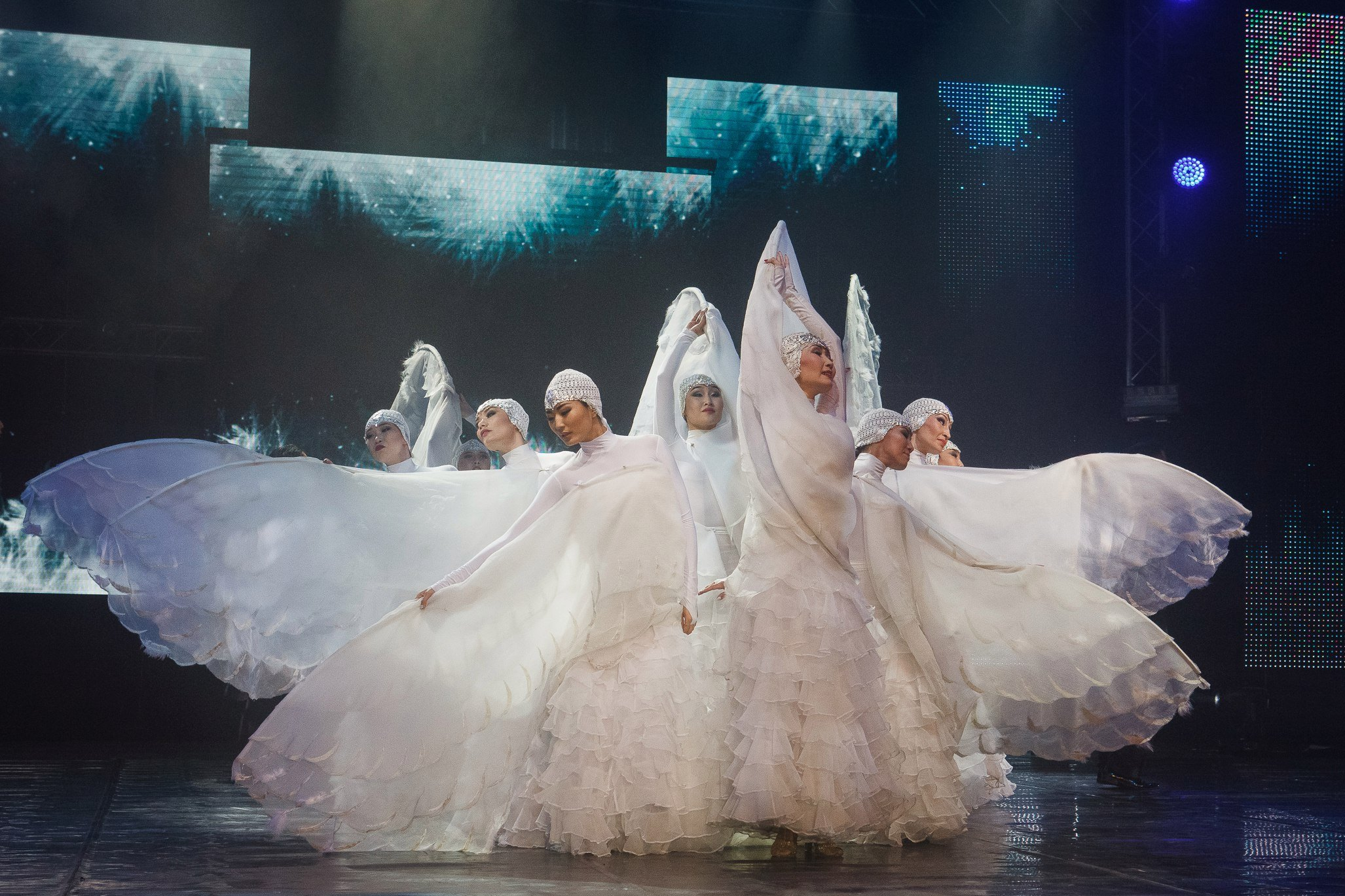
Артистки театра
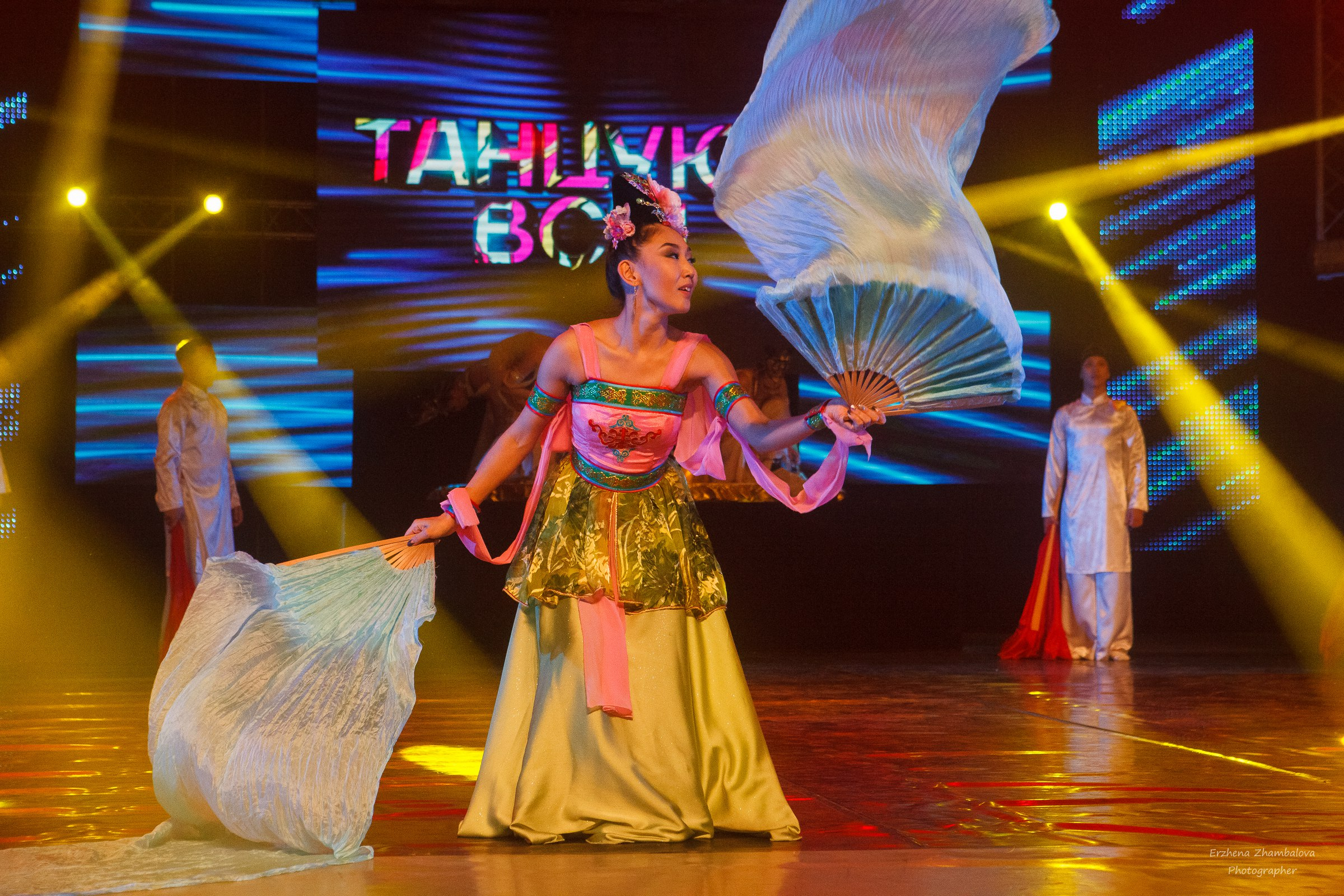
Китайский танец с веерами
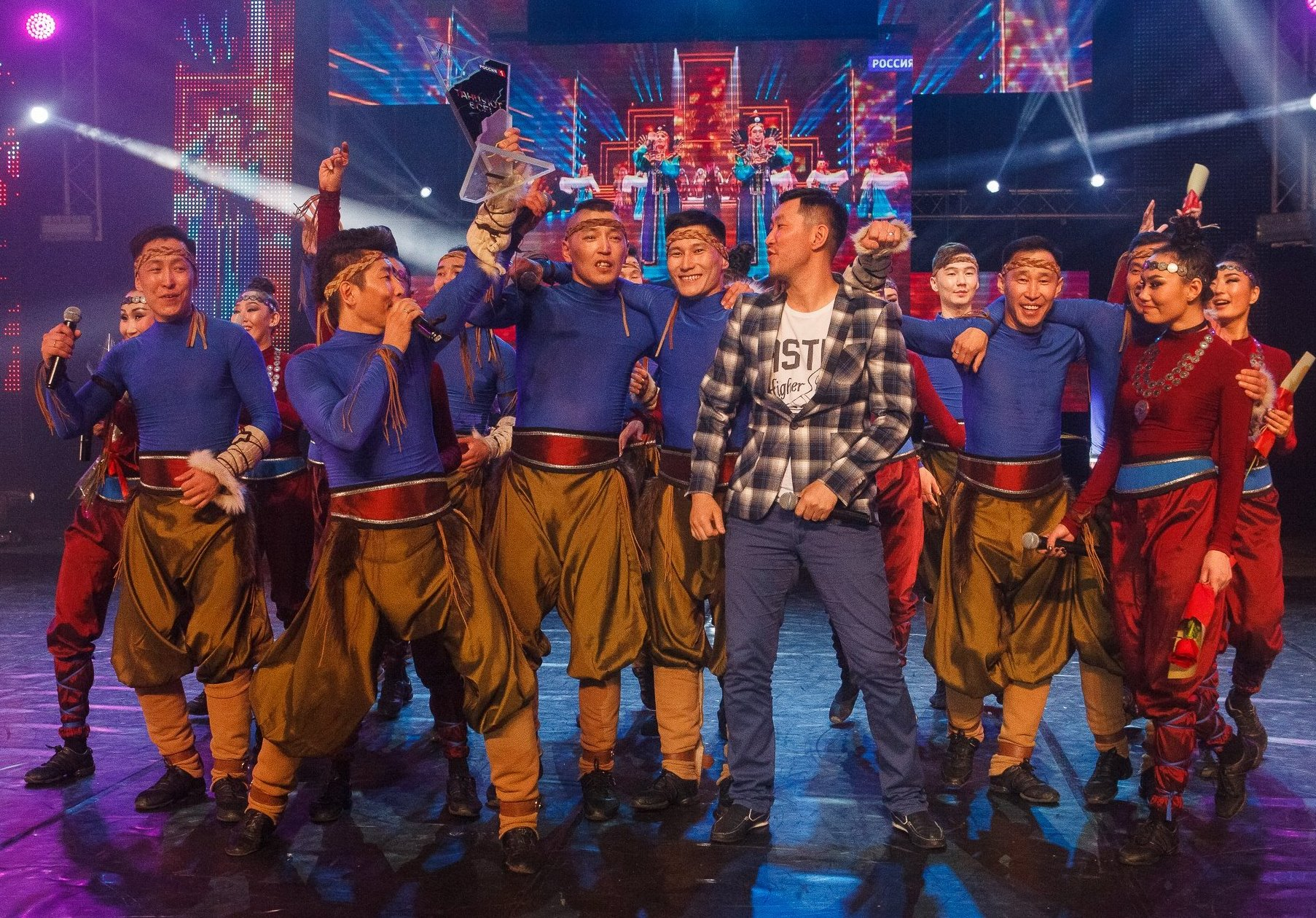
Танец микс